# Прозиметр
Прозиметр (лат. prosimetrum) — літературна форма, в якій чергуються віршовані та прозові елементи. Засновником вважається Менніп Гадарський, хоча його твори не збереглися. Його наступник у латинській літературі — Марк Теренцій Варрон. Зі 150 його меніппових сатир збереглося бл. 600 фрагментів, але жодна не збереглося повністю. Варрон додав до суміші прози з віршами також суміш грецької та латинської мов.
До відомих прикладів прозиметрії, які дійшли до нашого часу, відносяться такі твори, як «Розрада філософією» Боеція, «Про шлюб Філології та Меркурія» Марціана Капели, «Книга про християнських правителів» Седулія Скотта, «Життя святого Галла» Ноткера Заїки, «Плач природи» (De planctu naturae) Алана Лілльського, «Нове життя» Данте, «Комедія німф» (інша назва — «Амето», 1341-42) Боккаччо, «Аркадія» Якопо Саннадзаро (1504; 2-га ред. 1514) тощо. Принцип прозиметрії широко використовувався в драматургії, зокрема в п'єсах Вільяма Шекспіра.